# Kanton Bosnisches Podrinje
Der Kanton Bosnisches Podrinje (bosnisch Bosansko-podrinjski kanton Goražde, kroatisch Bosansko-podrinjska županija Goražde, serbisch-kyrillisch Босанско-подрињски кантон Горажде) ist einer der zehn Kantone in der Föderation Bosnien und Herzegowina. Er liegt direkt östlich von Sarajevo und hat eine Fläche von 504,6 km². Sein Verwaltungssitz ist Goražde.

## Bevölkerung
Nach der Bevölkerungszahl ist Podrinje der kleinste Kanton mit nur etwa 25.000 Einwohnern (2013). Er ist einer der fünf mehrheitlich bosniakischen Kantone der Föderation Bosnien und Herzegowina.

## Gemeinden
Der Kanton Bosnisches Podrinje umfasst drei Gemeinden (Einwohnerzahlen von 2013):
- Foča-Ustikolina 2.213
- Goražde 22.080
- Pale-Prača 1.043